# Casus irreducibilis
Casus irreducibilis (лат., «випадок, що не зводиться») — це випадок, який може виникнути при розв'язанні кубічного рівняння з цілими коефіцієнтами, коли корені виражаються радикалами. А саме, якщо кубічний многочлен не зводиться над раціональними числами та має три дійсних кореня, то для вираження коренів через радикали потрібно вводити комплекснозначні вирази, навіть якщо результуючі значення виразів дійсні. Це було доведено П'єром Ванцелем в 1843 році.